# Eoschizopera syltensis
Eoschizopera syltensis är en kräftdjursart som först beskrevs av Mielke 1973. Enligt Catalogue of Life ingår Eoschizopera syltensis i släktet Eoschizopera och familjen Diosaccidae, men enligt Dyntaxa är tillhörigheten istället släktet Eoschizopera och familjen Miraciidae. Arten är reproducerande i Sverige. Inga underarter finns listade i Catalogue of Life.